# Cao Gangchuan

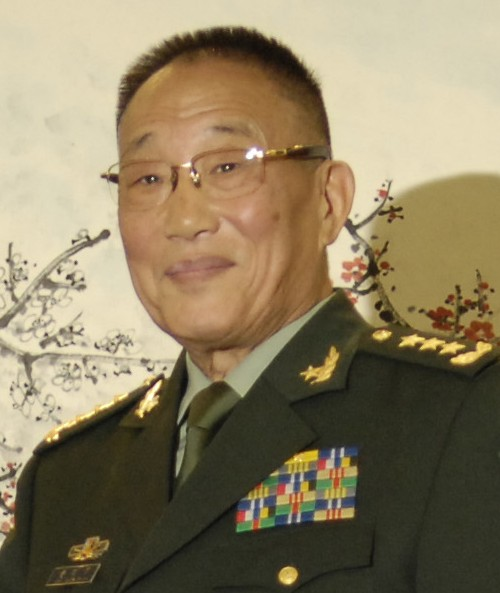
General Cao Gangchuan (2005)

Cao Gangchuan (chinesisch 曹刚川, Pinyin Cáo Gāngchuān; * Dezember 1935 in Wugang, Pingdingshan, Provinz Henan) ist ein chinesischer General der Volksbefreiungsarmee und Politiker der Kommunistischen Partei Chinas (KPCh), der unter anderem von 2002 bis 2007 Mitglied des Politbüros der Kommunistischen Partei Chinas sowie zwischen 2003 und 2008 Verteidigungsminister war.

## Leben
Cao Gangchuan trat 1954 in die Volksbefreiungsarmee ein und absolvierte zwischen 1954 und 1956 die Technische Artilleriewaffenschule Nr. 3 in Nanjing sowie die Waffentechnikschule Nr. 1. 1956 wurde er Mitglied der Kommunistischen Partei Chinas (KPCh) und besuchte von 1956 bis 1957 die Schule für die russische Sprache in Dalian. Er war zeitweise 1956 selbst Dozent an der Waffentechnikschule Nr. 1 und absolvierte zwischen 1957 und 1963 ein Studium an der Schule für Militäringenieurwesen des Artilleriekorps der Sowjetarmee. Nach seiner Rückkehr fungierte er von 1963 bis 1969 zunächst als Assistent in der Sektion Munition der Waffenabteilung der Hauptabteilung Logistik der Volksbefreiungsarmee sowie im Anschluss zwischen 1969 und 1975 als Assistent in der Sektion Munition der Abteilung für militärische Ausrüstung dieser Hauptabteilung. 1975 wechselte er als Stabsoffizier in die Sektion Allgemeine Planung der Abteilung für militärische Ausrüstung in den Generalstab der Volksbefreiungsarmee und war dort zuletzt bis 1982 stellvertretender Direktor dieser Sektion.
Danach war Cao von 1982 bis 1989 stellvertretender Direktor der Abteilung für militärische Ausrüstung im Generalstab der Volksbefreiungsarmee und wurde 1988 zum Generalmajor befördert. Nachdem er zwischen 1989 und 1990 noch Direktor der Abteilung für militärische Ausrüstung im Generalstab war, fungierte er von 1990 bis 1992 als Direktor der Abteilung für Militärischen Handel der Zentralen Militärkommission (ZMK). Er war daraufhin zwischen 1992 und 1996 stellvertretender Chef des Generalstabes der Volksbefreiungsarmee und erhielt in dieser Verwendung 1993 seine Beförderung zum Generalleutnant. Im Anschluss bekleidete er von 1996 bis 1998 den Posten als Direktor der Staatlichen Verwaltung für Wissenschaft, Technologie und Industrie für die Nationale Verteidigung im Range eines Ministers. Auf dem XV. Parteitag 1997 wurde er erstmals Mitglied des Zentralkomitees der KPCh, dem er nach seiner Wiederwahl auf dem XVI. Parteitag 2002 bis 2007 angehörte.

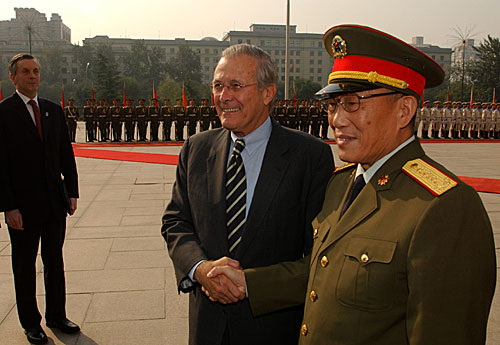
Donald Rumsfeld und Cao Gangchuan (rechts).

Nach seiner Beförderung zum General 1998 wurde Cao Gangchuan Mitglied der Zentralen Militärkommission, Direktor der neu geschaffenen Hauptabteilung für Rüstung der Volksbefreiungsarmee sowie zugleich Sekretär des Parteikomitees dieser Hauptabteilung. Er fungierte als Stellvertreter von Hu Jintao zwischen 2002 und 2007 als Vize-Vorsitzender der Zentralen Militärkommission und wurde zudem auf dem XVI. Parteitag der KPCh 2002 auch Mitglied des Politbüros der Kommunistischen Partei Chinas, dem er bis 2007 angehörte. Am 15. März 2003 übernahm er als Nachfolger von General Chi Haotian das Amt als Verteidigungsminister. Dieses hatte er bis zu seiner Ablösung durch General Liang Guanglie am 17. März 2008 inne. Zugleich war er zwischen dem 17. März 2003 und dem 17. März 2008 als Staatsrat Mitglied im Staatsrat der Volksrepublik China.
Cao gehört zu einer neuen Generation von professionell ausgebildeten Offizieren der Volksbefreiungsarmee, die aufgrund ihrer Fähigkeit ausgewählt wurde, mit den wachsenden technischen Anforderungen einer zeitgemäßen Kriegsführungen Schritt zu halten. Er war ein nachhaltiger Verfechter eines abgespeckten modernen Armee, was auf einigen Widerstand bei den „Traditionalisten“ stieß, die eine Strategie der Volksbefreiungsarmee mit Millionen motivierter, aber schlecht ausgerüsteter Soldaten bevorzugte. Seine militärische Strategie war auf Taiwan ausgerichtet, wobei er die Ansicht vertrat, dass die Volksrepublik China einen Krieg gegen die Republik China ohne größere Zerstörung gewinnt, wenn dieser Krieg gut geplant und durch einen schnell durchgeführten hochtechnisierten Angriff erfolgt. Zu diesem Zweck hatte er selbst mehrere darauf ausgerichtete Manöver überwacht. Anstatt die Taiwan-Frage als eine aggressive Expansion anzusehen, argumentierte er damit, dass diese eine Angelegenheit der nationalen Verteidigung sei. Aus diesem Grund müsse die Taiwan-Frage zugunsten von Festlandchina gelöst werden, damit sich die Volksrepublik auf seine wirtschaftliche Entwicklung konzentrieren könne.